# 알렌 수증 훈공일등 태극대수장
알렌 수증 훈공일등 태극대수장은 서울특별시 서대문구 연세대학교 의과대학 동은의학박물관에 있는 훈장이다. 2015년 10월 12일 대한민국의 국가등록문화재 제651호로 지정되었다.

## 개요
이 훈장은 대한제국 초기에 한국에서 활동하던 미국의 의사이자 외교관인 알렌이 1904년에 받은 것으로 큰 의미가 있다.
알렌은 한-미 간의 근대기 외교사의 주요 인물이며 알렌에게 수여한 훈장은 우리 근대사에서 중요한 역사적 가치를 지니고 있다. 한국 근대사에서의 역사적 중요성과 특정인에게 수여한 훈장의 희귀성 등을 보아 등록문화재로서의 가치가 충분하다.

## 같이 보기
- 호러스 뉴턴 알렌
- 대한제국의 훈장
- 태극장

## 참고 자료
- 알렌 수증 훈공일등 태극대수장 - 국가유산청 국가유산포털